# Laurent Mourguet
Laurent Mourguet (* 3. März 1769 in Lyon; † 30. Dezember 1844 in Vienne) war ein französischer Figurenspieler und Schöpfer der berühmten Handpuppe Guignol.

## Leben
Laurent Mourguet stammte aus einer Familie von canuts, den traditionellen Seidenwebern in Lyon. Er übte verschiedene Berufe aus (unter anderem Schausteller, Verkäufer) bevor er im Jahr 1797 Zähneausreißer wurde. Damals war es üblich, dass die Zahnärzte ihre Tätigkeit auf öffentlichen Plätzen und Jahrmärkten ausübten und ihre Patienten glauben ließen, die Zahnextraktion sei schmerzfrei. Mit demselben Ziel lenkte Laurent Mourguet seine Patienten mit einem Puppenspiel, angeregt vom italienischen Figurentheater (Harlekin, Pulcinella und anderen Figuren der Commedia dell’arte), von der Zahnbehandlung ab. 

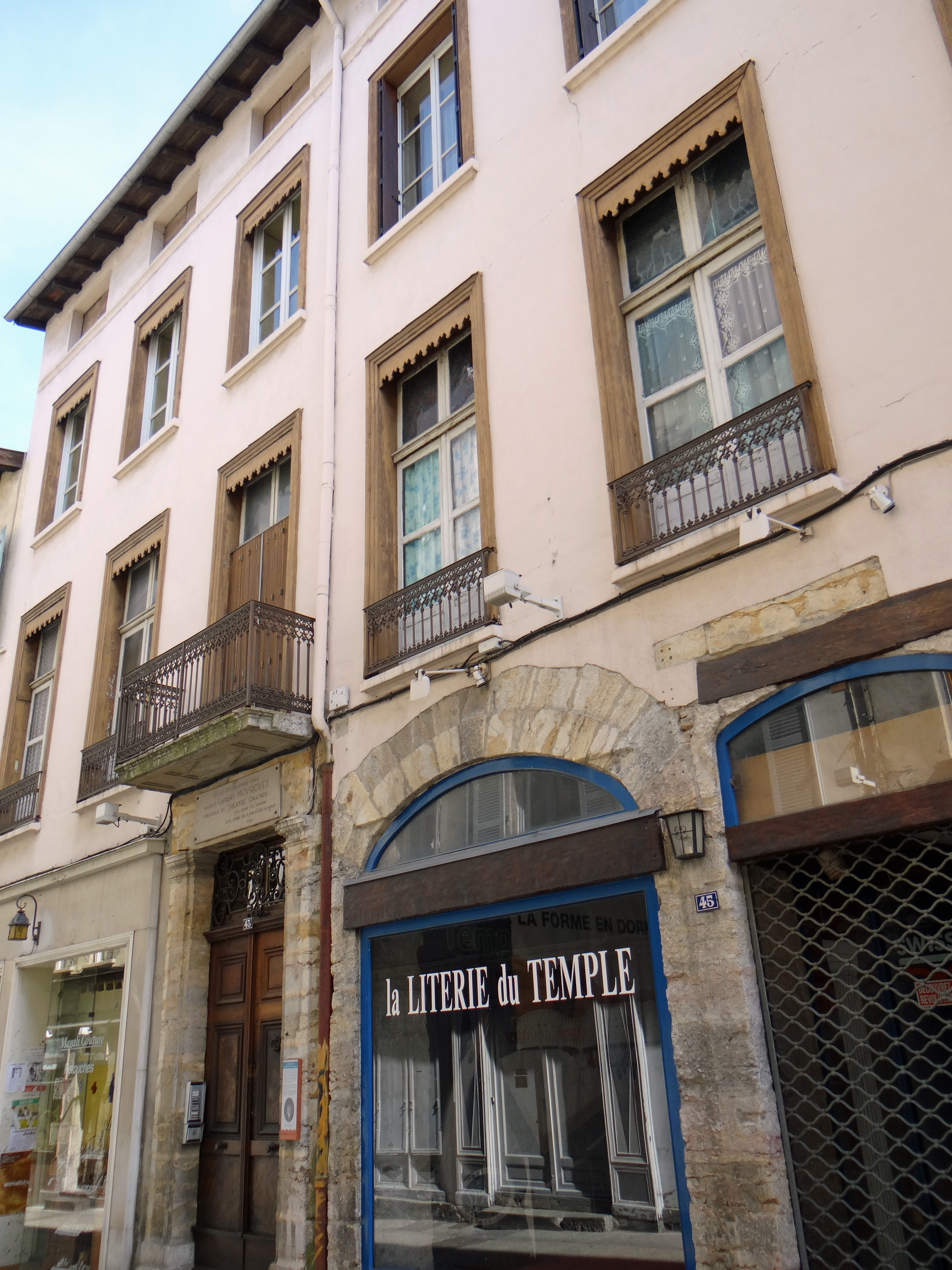
Haus in der rue des Clercs Nr. 43, in Vienne, wo Laurent Mourguet starb

1804 gab Laurent Mouguet seinen Beruf als Zähneausreißer auf, um sich voll und ganz dem Figurentheater widmen zu können. Begleitet wurde er vom père Thomas (Vater Thomas), einem Schuster aus Lyon, der gerne etwas zu tief in die Flasche geschaut haben soll und dessen rote und aufgedunsene Nase von seiner etwas zu ausgeprägten Liebe zum Beaujolais Wein zeugt. Zu dieser Zeit erschuf Laurent Mourguet, inspiriert von den Gesichts- und Charakterzügen des père Thomas, seine erste eigene Figur Gnafron.
Zwischen 1804 und 1808 erschuf er dann die Figur Guignol, der seine eigenen Gesichtszüge (große Augen, Stupsnase und gerötete Wangen) trug. Zudem gab er Guignol einen geflochtenen Zopf (catogan), wie die Seidenweber (canuts) ihre Haare trugen, um zu verhindern, dass sich die Haare im Webstuhl verfingen. Rebellisch, vorlaut und frech sprach er den Guignol und ähnelte so den canuts, deren Sprachrohr er wird, als die traditionelle Seidenindustrie in Lyon Konkurrenz von ausländischen Seidenherstellern bekommt. Etwas später erfand Mourguet die Figur Madelon, eine Frau an Guignols Seite.
1820 gründete Laurent Mourguet eine eigene Theatertruppe, und seine Kinder begleiteten ihn zu den Aufführungen.
1839 gründete er im Alter von 70 Jahren mit einigen seiner Kinder das erste Guignol-Theater-Café.
Laurent Mourguet zog sich 1840 in den Ruhestand zurück und wohnte fortan in Vienne in der rue du 4 septembre, wo er 1844 starb. Zwei seiner zehn Kinder übernahmen nach seinem Tod das Guignol-Theater.

## Die Mourguet-Dynastie
Am 22. November 1788 heiratete Laurent Mouguet Jeanne Esterle in Lyon. Mit ihr bekam er zehn Kinder, unter ihnen Jacques, der das Guignol-Theater Guignol du Café du Caveau (Place de Célestins in Lyon) verwaltete. Aber vor allem waren es Étienne (geboren 1797) und Rose-Pierrette (oder Rosalie, geboren 1804), mit denen er in der Region um Lyon zahlreiche Aufführungen spielte. Er wurde vom Puppenspieler Louis Josserand begleitet, der durch die Heirat mit Rose-Pierrette sein Schwiegersohn wurde.

Später übertrug Mourguet die Leitung seines Theaters an Josserand, der die Puppenspieler-Tradition fortbestehen ließ. Victor-Napoléon Vuillerme-Dunand, der eines der Mitglieder seiner Truppe war, gilt als einer der Ersten, die die Stücke um Guignol aufschrieben.

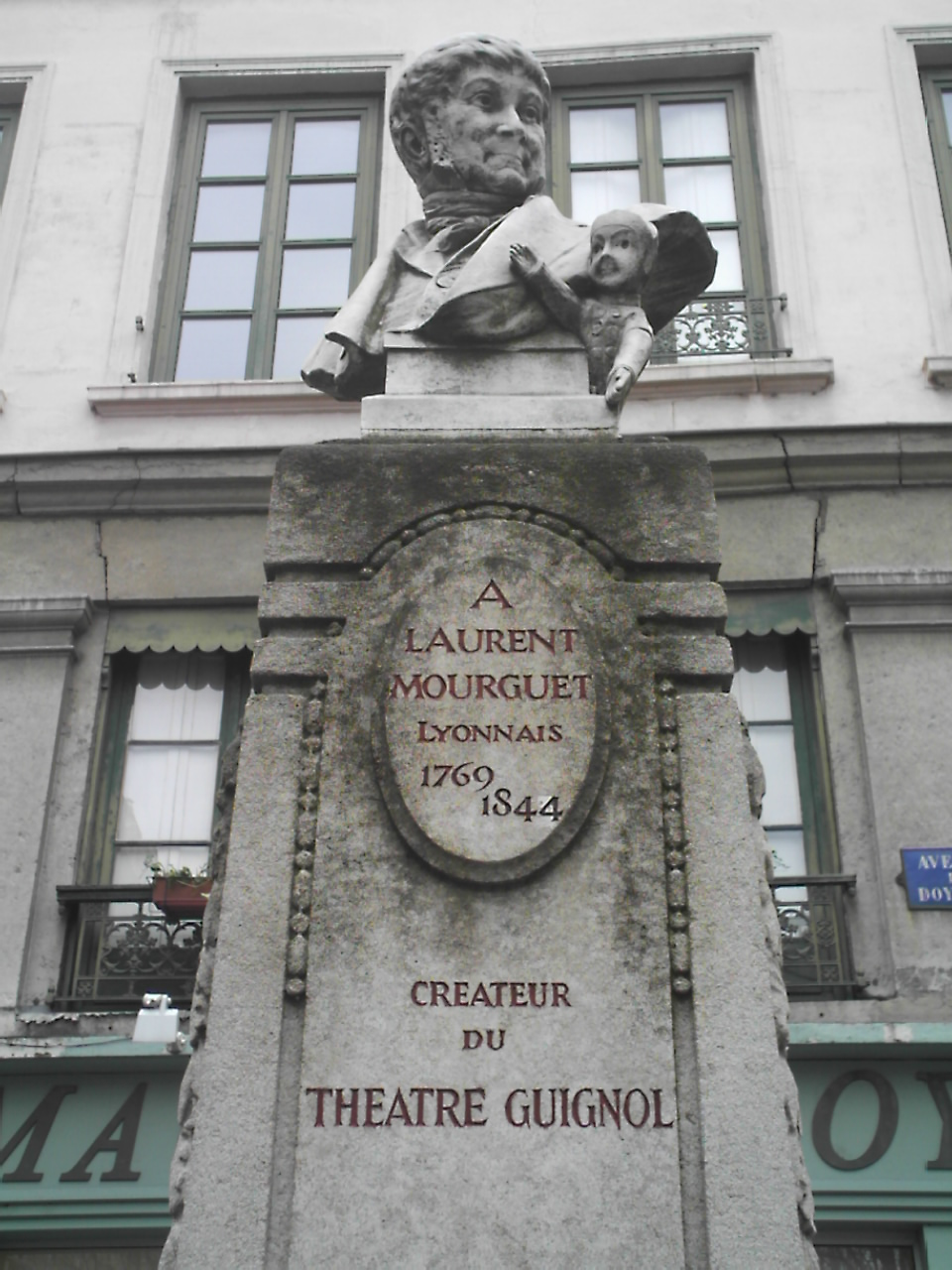
Büste des Laurent Mourguet in Lyon

Rosalie Mourguet und Louis Josserand bekamen zwei Kinder, die ebenfalls Figurenspieler wurden: Louis und Laurent. Der junge Laurent heiratete die Tochter von Vuillerme.
Ab 1907 ließ Pierre Neichthauser, Urenkel von Mourguet, die Familientradition in seinem Theater auf dem Quai Saint-Antoine weiterleben. Der Fonds Neichthauser (Bühnenbild, Puppen, Material …) wurde der Stadt Lyon durch die beiden Schwestern Neichthauser hinterlassen.
Viele Dokumente wurden dem Musées Gadagne – Musée des arts de la marionnette und dem Museum der Stadtgeschichte Lyon oder dem Verein der Freunde von Lyon und des Guignol (Association des Amis de Lyon et de Guignol) gespendet.
Der 1929 geborene, letzte direkte Nachfahre der Familie Josserand, Jean-Guy Mourguet, übernahm im Alter von 54 Jahren die Leitung des städtischen Guignol-Theaters (Théâtre municipal du Guignol de Lyon).
Während mehr als 50 Jahren hielt Jean-Guy Mourguet die Tradition des Guignol in Lyon hoch. In den 2000er Jahren musste er jedoch durch ein Arthroseleiden aufgeben. Er gab die gesamte Sammlung der Familie an die Kommune von Brindas ab, so dass dort 2008 ein eigens dem Guignol gewidmetes Museum entstehen konnte. Am 8. Oktober 2012 starb Jean-Guy Mourguet im Alter von 82 Jahren.